# Begonia samhaensis
Begonia samhaensis es una especie de planta fanerógama perteneciente a la familia Begoniaceae. Es muy similar a Begonia socotrana pero diferenciadas por las hojas ovales asimétricas y los tépalos desiguales en las flores masculinas; los tépalos exteriores ampliamente orbiculares, 1.5 a 2.2 × 1.7 a 2.5 cm; elípticos obovados los interiores, 1,4 a 2,0 × 0,8 × 1,4 cm.

## Ecología
Se encuentra en la grietas húmedas y sombreadas en acantilados de piedra caliza que dan al norte, a una altitud de 600 a 700 metros en la isla de Samhah en el Archipiélago de Socotra, Yemen. Crece en el norte frente a los acantilados en la cumbre y en escarpes de la meseta de piedra caliza en el centro de la isla de Samhah. Su área de ocupación es de menos de 10 km ². En los acantilados donde crece, la precipitación la captura de las nieblas y principalmente del monzón  y representan un hábitat único en la isla Samhah. Sin embargo, parece que este hábitat está amenazado por la tendencia de las precipitaciones a ser más bajas en la región y sería particularmente vulnerables a los efectos del calentamiento global. La situación es particularmente crítica para B. samhaensis que ocupa un nicho en el punto más alto de Samha y así, con el aumento de la aridez, no tiene ninguna posibilidad de mitigar los efectos de secado gradual migrando hacia arriba en altitud (cf la situación de Begonia socotrana en la isla de Socotra). Un problema adicional y potencialmente muy importante ha sido un cambio reciente en el manejo del ganado en la isla. Hasta hace muy poco las cabras y las ovejas fueron conducidos de forma activa y se movieron hacia abajo desde la meseta de piedra caliza durante los períodos de sequía. Sin embargo, tanto las ovejas (ahora en gran parte salvaje) y las cabras (gestión activa sólo cuando producen leche), ahora se dejan vagar libremente durante casi todo el año. Ambos animales se sabe que pasan gran parte de su tiempo de pastoreo en la meseta de piedra caliza y esto podría conducir rápidamente a un exceso de pastoreo y la erradicación de plantas en todas las repisas más inaccesibles.

## Taxonomía
Begonia samhaensis fue descrita por M.Hughes & A.G.Mill. y publicado en Edinburgh Journal of Botany 59: 277. 2002.